# Loverboy (együttes)
A Loverboy kanadai hard rock együttes, amely jelenleg öt taggal rendelkezik: Matt Reno-val (ének), Paul Deannel (gitár, vokál), Doug Johnsonnal (billentyűk, vokál), Matt Frenette-tel (dobok) és Ken Sinnaeve-vel (basszusgitár, vokál). Legismertebb dalaik a Turn Me Loose és a Working for the Weekend. Utóbbi szám szerepelt a 2002-es Grand Theft Auto: Vice City videojátékban is, az egyik fiktív rádióadón.
A Loverboy 1979-ben alakult meg az alberta-i Calgary-ben. Eredetileg Cover Boy, illetve Cover Girl neveken tevékenykedtek, később változtatták meg Loverboy-ra. A név Matt Reno egyik álmából született. A "Loverboy" név továbbá hasonló hangzással rendelkezik, mint a "Cover Boy" név.

## Lemezek
- Loverboy (1980)
- Get Lucky (1981)
- Keep It Up (1983)
- Lovin' Every Minute of It (1985)
- Wildside (1987)
- Six (1997)
- Just Getting Started (2007)
- Rock'n'Roll Revival (2012)
- Unfinished Business (2014)